# سو مین وو
سو مین وو (به کره‌ای: 서민우؛ ۸ فوریهٔ ۱۹۸۵ – ۲۵ مارس ۲۰۱۸) خواننده و بازیگر اهل کره جنوبی و لیدر و وکالیست گروه پسرانهٔ کره‌ای صددرصد زیر نظر تاپ مدیا بود.

## مرگ
در ۲۵ مارس ۲۰۱۸، پیکر سو مین وو در خانه‌اش در ناحیهٔ گانگنام، سئول، کره جنوبی با علائم ایست قلبی یافت شد. امدادگران اورژانس به محض ورود به خانه‌اش اعلام کردند که وی مرده‌است. مراسم خاکسپاری سو مین وو در ۲۷ مارس ۲۰۱۸ برگزار شد.